# Junghuhnia polycystidifera
Junghuhnia polycystidifera är en svampart som först beskrevs av Rick, och fick sitt nu gällande namn av Rajchenb. 1987. Junghuhnia polycystidifera ingår i släktet Junghuhnia och familjen Meruliaceae.   Inga underarter finns listade i Catalogue of Life.